# Überköten

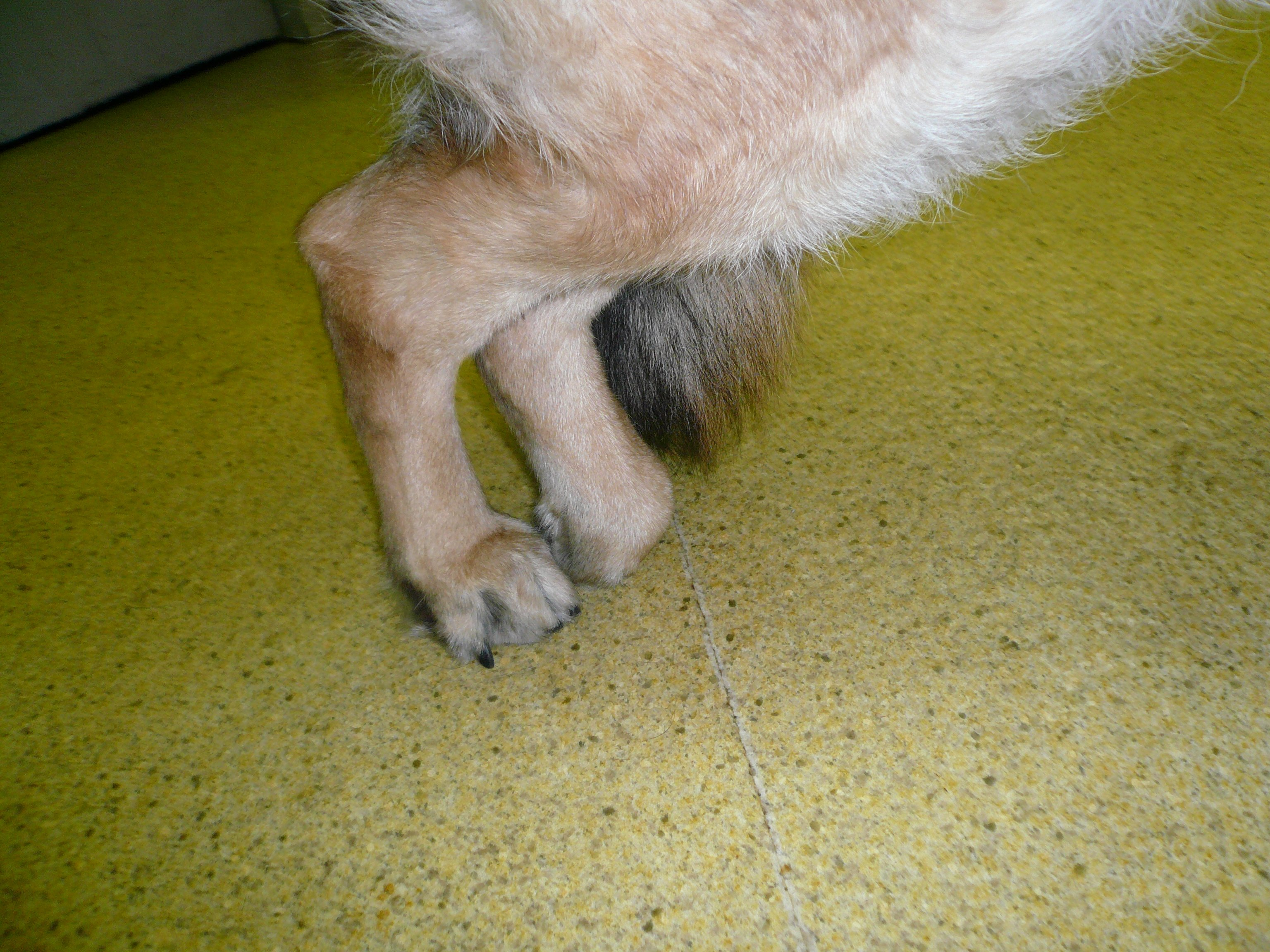
Überköten des linken Fußes bei einem Hund mit degenerativer Myelopathie

Als Überköten wird eine krankhafte Beugung der Zehengelenke bei Tieren bezeichnet. Dadurch wird der Fuß bei Zehen- und Spitzengängern mit dem Fußrücken aufgesetzt. 
Ursache für das Überköten sind vor allem Lähmungen und Störungen der Propriozeption. An der Vordergliedmaße ist es typisches Symptom einer Radialislähmung, da der Nervus radialis die Streckmuskeln des Vorderfußwurzelgelenks und der Zehen innerviert. Aufgrund des nun überwiegenden Tonus der Beugemuskeln kommt es zum Überköten. An der Hintergliedmaße kommt es bei Schädigung des Nervus peroneus communis, der die Beuger des Sprunggelenks und die Zehenstrecker innerviert, zum Überköten.
Die Korrekturreaktion ist ein neurologischer Test, bei dem die Gliedmaßen künstlich in die Überkötenstellung gebracht werden.